# Slotje Borsele

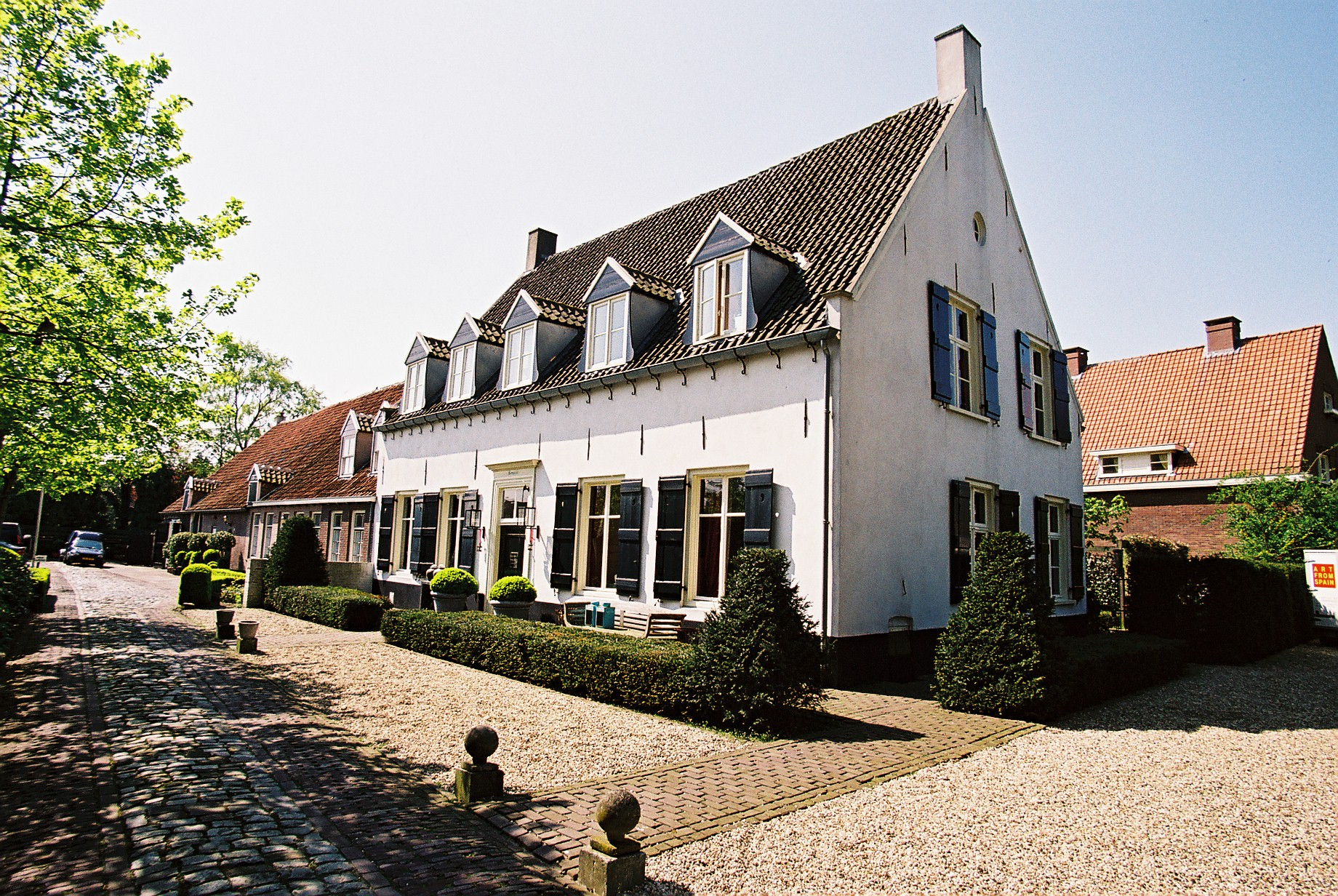
Slotje Borsele

Slotje Borsele (ook: Borssele of Borsselen of Buitenzorg) is een slotjes in Oosterhout in de Nederlandse provincie Noord-Brabant. Het kasteel is een van de zeven slotjes van Oosterhout, waarvan er nog vijf resteren. Het is gelegen aan Ridderstraat 56. Aan de overzijde van de weg ligt ten noordoosten van het gebouw het Slotpark.
Borsele is het oudste en het kleinste van de Oosterhoutse slotjes. De eerste vermelding stamt uit 1285. Het zal toen een omgrachte hoeve zijn geweest. Geleidelijk evolueerde het tot een kleine omgrachte edelmanswoning die geflankeerd werd door trapgevels. In de 19e eeuw werd er een boerderij tegenaan gebouwd en uiteindelijk oogde het slotje als niet meer dan een groot huis. De ingangspartij is uitgevoerd in empirestijl.